# 5076 Lebedev-Kumach
5076 Lebedev-Kumach è un asteroide della fascia principale. Scoperto nel 1973, presenta un'orbita caratterizzata da un semiasse maggiore pari a 2,4154841 UA e da un'eccentricità di 0,2340335, inclinata di 9,47906° rispetto all'eclittica.